# Обольха
Обольха — деревня в Шимском районе Новгородской области в составе Подгощского сельского поселения.

## География
Находится в западной части Новгородской области на расстоянии приблизительно 16 км на юго-запад по прямой от районного центра поселка Шимск.

## История
На карте 1840 года была обозначена как поселение с 28 дворами. В 1909 году здесь (Старорусский уезд Новгородской губернии) было учтено 27 дворов в деревне Обольха-1 и 21 в Обольхе-2.

## Население
Численность населения: 165 человек в Обольхе-1 и 137 в Обольхе-2 (1909 год),  24 человека (русские 100 %) в 2002 году, 29 в 2010.